# 鈕承澤
鈕承澤（英語：Doze Niu，1966年6月22日—），是臺灣滿族導演兼戲劇製作人及演員，本姓鈕祜祿氏。祖籍北平，生長於臺北市聯勤眷村嘉禾新村，國光藝校影劇科畢業。2019年2月1日，因涉嫌性侵遭到台北地檢署以強制性交罪起訴；2020年4月14日法院一審被判有期徒刑4年，2021年9月29日最高法院駁回上訴確定。於台灣花蓮監獄入監服刑，後經申請春節假釋，在2025年1月23日假釋出獄。

## 經歷
鈕承澤在9歲時接觸表演工作，演出台視劇場。自從2000年開始導演的工作。从小受香港电影的影响和启蒙，喜爱香港电影，最喜爱八十年代香港导演章国明執導的《边缘人》。2002年8月，成立紅豆製作股份有限公司，擔任該公司的負責人並拍攝製作多部電視劇、電影。2008年12月，以《情非得已之生存之道》獲金馬獎「國際影評人費比西獎」。
2020年鈕承澤被爆出性侵劇組女員工醜聞，鈕承澤於2021年被判決有期徒刑4年，2022年入監台灣花蓮監獄服刑 , 服刑近3年5月，期間申請三次申請假釋未獲准，終在2025年1月23日春節前第四度申請假釋獲准出獄。

## 家庭背景
鈕承澤自小和外公張載宇將軍、舅舅一家居住在台北市永春街的嘉禾新村宿舍，
外婆的爸爸孔華清是陝甘督辦，是馮玉祥的拜把兄弟，外婆和媽媽都在師大語言中心教中文。
父親鈕驊的家族是滿族鈕祜祿氏，罹病成漸凍人，在其19歲以後，住院榮總10幾年後病逝。
三叔是钮骠，曾任中国戏曲学院副院长，为中国大陸政府特殊津贴享受者。曾任中国大陸戏剧梅花奖第1至第5届、第13至第15届评審委員。

## 違法事件

### 冒名登軍艦
2013年6月，鈕承澤私帶中國大陸籍攝影師曹郁（姚晨之夫），以冒名的方式進入海軍左營基地並登上中華民國海軍軍艦勘景。違反中華民國國防部規定之「大陸地區專業人士來臺從事專業活動許可辦法」及「國軍強化安全維護工作執行要點」等法條，國防部海軍司令部依「國防部對影視製作業者影片拍攝支援規定」中止支援拍攝；另以其行為疑違反《要塞堡壘地帶法》等罪嫌，移送司法機關偵辦。其中根據《要塞堡壘地帶法》第六條第一款與第十條第一項，侵入要塞處所罪，最重可處五年徒刑。
2013年7月16日，臺灣高雄地方法院檢察署召開偵查庭並傳喚鈕承澤到案說明，鈕承澤在法庭上認錯，檢方裁定以20萬元交保，全案並轉為偵查案件。但鈕承澤其後對媒體表示「不知道違法」的言論，則引來「認錯不認罪」之疑慮。
2014年2月7日，高雄地檢署檢察官針對鈕承澤、曹郁提起公訴；3月26日下午，鈕承澤出庭應訊後當庭認罪，辯護律師陳建中等人希望給予緩刑或是輕判直接結案，讓鈕承澤有自新的機會。不過承辦法官鄭子文表示，由於曹郁未到案，不能僅就鈕承澤先行處理，且此案須經過合議始能決定是否簡易審理。庭訊進行一個多小時後結束。

### 性侵
2018年12月5日，鈕承澤傳涉嫌性侵新片《跑馬》女性工作人員，該名女性工作人員主動向臺北市政府警察局婦幼警察隊報案完成驗傷程序，並將驗傷單轉交鈕承澤居住地的大安分局。翌日，警方發出通知書給鈕承澤，要求鈕承澤前往警局說明。12月10日，鈕承澤在消失22小時、第二次通知之後才於上午9點30分於律師陪同下進入臺灣臺北地方檢察署，向檢警表示和該位女性工作人員是「正朝男女朋友方向進行的關係」，有意追求女子，因此屬於雙方認知有差距；但報案女子表示和鈕僅為工作關係，完全無私交，當天亦明確拒絕，並向警方表示鈕承澤當時無法正常勃起，最後用手指侵犯。女子報案時向警方出示兩人的訊息對話，訊息中顯示鈕承澤多次向女子道歉。經過3個半小時應訊，檢方諭令以150萬台幣及限制其住居、出境、出海，交保候傳。
2018年12月28日，委任律師胡原龍當日天早上到台北地檢署遞狀解除委任。
2019年2月1日，台北地檢署檢方歷經近2個月偵查，鈕雖以喝醉為由不認罪，但鈕卻還能在案發後不久傳訊息給被性侵女子，因此認為鈕並未醉到意識不清，而是企圖狡辯，因此以強制性交罪起訴鈕承澤。9月，鈕向該女子給付「七位數」的和解金。
2020年4月14日，台北地院一審宣判，依強制性交罪判處鈕承澤4年有期徒刑。後不滿判決內容提起上訴，同年12月2日高等法院刑事判決駁回上訴。2021年9月29日，最高法院駁回鈕承澤的上訴，判處他4年有期徒刑定讞。
2021年2月8日，臺灣高等法院裁定自同年2月15日起延長限制出境、出海8個月。
2021年10月，據報導，鈕承澤遷戶籍至花蓮，並申請至花蓮監獄服刑，台灣花蓮地方檢察署准其延後至11月30日發監執行。
2021年11月30日，鈕承澤於花蓮監獄報到，正式入監服刑。
2025年1月23日上午，鈕承澤於花蓮監獄假釋出獄，完成了近3年5個月的刑期。他在出獄時帶著自己栽種的盆栽，並向媒體表示，未來計畫是回家陪伴母親。根據規定，他需在假釋後24小時內向台北地檢署的觀護人報到，並遵守假釋相關規範。

## 戲劇演出

### 電視劇
| 年度                | 播出頻道         | 劇名                                 | 飾演                          |
| ------------------- | ---------------- | ------------------------------------ | ----------------------------- |
| 1987年              | 華視             | 《遊戲之後》                         |                               |
| 1989年              | 華視             | 《甦醒》                             |                               |
| 1992年              | 華視             | 《今生無悔》                         | 周顯貴                        |
| 1993年4月           | 華視             | 《包青天》鍘龐昱（第30-34集）        | 龐昱                          |
| 1993年6月           | 華視             | 《包青天》報恩亭（第75-79集）        | 宋天寶（方傲天）              |
| 1993年9月           | 華視             | 《包青天》孔雀膽（第122-127集）      | 胡天倫                        |
| 1993年12月          | 華視             | 《包青天》雷霆怒（第188-194集）      | 楊家寶                        |
| 1995年              | 華視             | 《劉伯溫傳奇》太子與國師 （第137集） | 朱棣                          |
| 1996年8月           | 華視             | 《台灣靈異事件》飛頭傳奇             | 李建忠                        |
| 1997年2月           | 華視             | 《台灣靈異事件》幽靈船               | 王同                          |
| 1997年8月           | 華視             | 《台灣靈異事件》飛越鬼門關           | 陳俊仁                        |
| 1997年              | 華視             | 《台灣靈異事件》對不起！我要殺了你   | 黃士                          |
| 1998年6月           | 華視             | 《台灣靈異事件》猴精                 | 李宏恩                        |
| 1999年3月           | 華視             | 《台灣靈異事件》鬼面                 | 章永清                        |
| 1999年              | 華視             | 《台灣怪談》我要回家                 | 凶手                          |
| 2000年6月~2001年2月 | 華視             | 《台灣靈異事件》單元99~114           | 王子                          |
| 1997年              | 民視             | 《儂本多情》                         | 大米                          |
| 1997年              | 華視             | 《老虎的溫柔》                       |                               |
| 1997年              | 民視             | 《桃色危機》〈替身·丈夫·情人·我〉    |                               |
| 1998年              | 民視             | 台灣作家劇場 - 天馬茶房              | 小寶                          |
| 1998年5月           | 民視             | 《江山美人》                         |                               |
| 1998年?月           | 華視             | 《軌跡》                             |                               |
| ?                   | 華視             | 《大寒》                             | 老三                          |
| 1998年?月           | 公視             | 《曾經》                             | 盧連勝                        |
| 1999年3月           | 台視             | 《台灣廖添丁》                       | 淺野                          |
| 1999年6月           | 中視             | 《花木蘭》                           |                               |
| ?                   | 台視             | 《玫瑰瞳鈴眼》                       |                               |
| 1999年?月           | 超視             | 情境劇《蝴蝶養貓》                   |                               |
| 1999年?月           | 廣電基金（公視） | 《天使少年》                         |                               |
| 2000年              | 中視             | 千禧劇場《曉光》                     | （自製自導自演）              |
| 2000年              | 中国内地电视台   | 《春光灿烂猪八戒》                   | 北海龙王                      |
| 2001年4月           | 台視             | 《吐司男之吻》                       | 李雄                          |
| 2001年?月           | 公視             | 單元劇《石頭的故事》                 | （自製自編自導自演）          |
| 2002年7月           | 中視             | 音樂電視電影《八度空間》             |                               |
| 2002年9月           | 東風             | 電視電影《搞個自由式》               | 老豆                          |
| 2002年              | 中視             | 《來我家吧》                         | （自導自演）                  |
| 2004年              | 台視             | 《求婚事務所》                       | 李一龍                        |
| 2004年              | 民視             | 《慾望人生》                         | 撞球場混混(107集尾段短暫登場) |
| 2007年3月           | 三立             | 《放羊的星星》                       | 酒吧老板                      |
| 2007年12月          | 公視             | 《我在墾丁*天氣晴》                  | 楚逸揚（楚大哥）              |

### 電影
| 年度     | 片名                          | 飾演                                         |
| -------- | ----------------------------- | -------------------------------------------- |
| 1976年   | 《小雨絲絲》                  |                                              |
| 1978年   | 《我們永遠在一起》            |                                              |
| 1979年   | 《香火》                      |                                              |
| 1980年   | 《丹尼爾的故事》              |                                              |
| 1982年   | 《苦戀》                      | 凌晨光（少年）                               |
| 1983年   | 《國中十四章》                | 童阿龍                                       |
| 1983年   | 《風櫃來的人》                | 阿清                                         |
| 1983年   | 《小畢的故事》                | 畢楚嘉（少年）                               |
| 1984年   | 《安安》                      |                                              |
| 1985年   | 《背影》                      |                                              |
| 1985年   | 《唐朝綺麗男》                |                                              |
| 1985年   | 《泥巴中的少年》              |                                              |
| 1985年   | 《少年八家將》                |                                              |
| 1987年   | 《阿哲的兄弟》                |                                              |
| 1987年   | 《報告班長》                  | 張火木（第七班班長）                         |
| 1987年   | 《黃色故事》                  |                                              |
| 1987年   | 《芳草碧連天》                | 丁耀宗                                       |
| 1988年   | 《我有話要說》                |                                              |
| 1988年   | 《八二三砲戰》                | 小喇叭（傳令兵）                             |
| 1989年   | 《香蕉天堂》                  | 門閂/左富貴/李麒麟                           |
| 1990年   | 《少爺當大兵》                | 輔導長                                       |
| 1996年   | 《飛天》                      |                                              |
| 1997年   | 《黑金》(台譯:情義之西西里島) | 調查局幹員，經典台詞：「哇靠，林董有槍啊！」 |
| 1997年   | 《雨狗》（極道黑社會）        |                                              |
| 1998年   | 《徵婚啟事》                  |                                              |
| 1999年   | 《天馬茶房》                  |                                              |
| 1999年   | 《驚天動地》                  |                                              |
| 1999年   | 《小百無禁忌》                |                                              |
| 1999年   | 《想死趁現在》                |                                              |
| 2001年   | 《千禧曼波》                  | 豆子                                         |
| 2008年   | 《情非得已之生存之道》        | 豆導                                         |
| 2010年   | 《艋舺》                      | 灰狼（原型為白狼張安樂）                     |
| 2011年   | 《轉山》                      |                                              |
| 2012年   | 《愛》                        | 陸平                                         |
| 2014年   | 《軍中樂園》                  |                                              |
| 拍攝中止 | 《跑馬》                      |                                              |

### 舞台劇
- 表演工作坊《推銷員之死》
- 《武惡》

### MV
- 1998年任賢齊《傷心太平洋》
- 2000年任賢齊《橘子香水》&苏慧伦
- 2002年任賢齊《無你就無我》
- 2002年劉若英+梁靜茹《Love and The City》
- 2003年李心潔《沒完沒了的夏天》
- 2008年張棟樑《寂寞那麼多》

## 執導

### 電視
| 年度       | 播出頻道 | 劇名                             |
| ---------- | -------- | -------------------------------- |
| 2000年     | 中視     | 《曉光》                         |
| 2001年4月  | 台視     | 《吐司男之吻》                   |
| 2001年     | 公視     | 《石頭的故事》                   |
| 2002年     | 中視     | 《八度空間》                     |
| 2002年     | 東風     | 《搞個自由式》                   |
| 2002年     |          | 《沒完沒了的夏天》               |
| 2002年     | 中視     | 《來我家吧》                     |
| 2003年     | 台視     | 《求婚事務所》                   |
| 2007年1月  | 華視     | 《花樣少年少女》（總導演）       |
| 2007年12月 | 公視     | 《我在墾丁*天氣晴》              |
| 2009年2月  | 公視     | 《台北異想》〈那個夏天的小出走〉 |

### 電影
- 2007年《情非得已之生存之道》
- 2010年《艋舺》
- 2012年《愛》
- 2014年《軍中樂園》

### 短片
- 董氏基金會公益短片《紀錄》
- 董氏基金會公益短片《黑潮》
- 中華民國財政部公益彩券形象短片《分享 愛》

### MV
- 李威《黑夜明天》
- 小安《依賴》
- 任賢齊《無你就無我》、《伤心太平洋》
- 梁靜茹《第三者》

## 監製
- 2010年 康師傅《清蜜星體驗》廣告短片集
- 2011年 電視劇《華麗的挑戰》
- 2017年 電影《青禾男高》

## 主持
- 《嗨！我來自台灣》
- 《台灣大不同》
- 《愛時間》

## 得獎紀錄

### 金馬獎
| 年份   | 獲提名                 | 獎項                               | 結果 |
| ------ | ---------------------- | ---------------------------------- | ---- |
| 1983年 | 《小畢的故事》         | 第20屆金馬獎最佳男配角             | 提名 |
| 1989年 | 《香蕉天堂》           | 第26屆金馬獎最佳男主角             | 提名 |
| 1996年 | 《飛天》               | 第33屆金馬獎最佳男配角             | 提名 |
| 2007年 | 《情非得已之生存之道》 | 第44屆金馬獎年度臺灣傑出電影工作者 | 提名 |
| 2007年 | 《情非得已之生存之道》 | 第44屆金馬獎國際影評人費比西獎     | 獲獎 |
| 2010年 | 《艋舺》               | 第47屆金馬獎年度臺灣傑出電影工作者 | 提名 |

### 金鐘獎
| 年份   | 獲提名              | 獎項                         | 結果 |
| ------ | ------------------- | ---------------------------- | ---- |
| 1987年 | 《遊戲之後》        | 第22屆金鐘獎戲劇節目男主角獎 | 提名 |
| 1989年 | 《甦醒》            | 第24屆金鐘獎戲劇節目男主角獎 | 提名 |
| 2000年 | 《曉光》            | 第35屆金鐘獎戲劇節目男主角獎 | 提名 |
| 2008年 | 《我在墾丁*天氣晴》 | 第43屆金鐘獎戲劇節目導演獎   | 提名 |

### 台北電影獎
| 年份   | 獲提名                 | 獎項                                 | 結果 |
| ------ | ---------------------- | ------------------------------------ | ---- |
| 2008年 | 《情非得已之生存之道》 | 第10屆台北電影獎劇情長片最佳男演員獎 | 獲獎 |
| 2015年 | 《軍中樂園》           | 第17屆台北電影節最佳編劇獎           | 獲獎 |

### 鹿特丹影展
| 年份   | 獲提名                 | 獎項                 | 結果 |
| ------ | ---------------------- | -------------------- | ---- |
| 2008年 | 《情非得已之生存之道》 | 奈派克最佳亞洲電影獎 | 獲獎 |

### 華語電影傳媒大獎
| 年份   | 獲提名   | 獎項                             | 結果 |
| ------ | -------- | -------------------------------- | ---- |
| 2011年 | 《艋舺》 | 第11屆華語電影傳媒大獎最佳新導演 | 獲獎 |

### 中國文藝獎
| 年份   | 獲提名 | 獎項                             | 結果 |
| ------ | ------ | -------------------------------- | ---- |
| 1984年 |        | 73年度中國文藝獎章（電影表演獎） | 獲獎 |

## 外部連結
- 鈕承澤的Plurk專頁
- 鈕承澤的新浪微博
- 鈕承澤在互联网电影资料库（IMDb）上的資料（英文）
- 紅豆製作股份有限公司 （页面存档备份，存于）
- 鈕承澤在台灣電影網上的資料（繁體中文）
- 紅豆製作股份有限公司 - 台灣電影網 （页面存档备份，存于）
- 青春歲月影視股份有限公司 - 台灣電影網 （页面存档备份，存于）